# Treffisried
Treffisried ist ein Gemeindeteil von Rückholz im schwäbischen Landkreis Ostallgäu in Bayern. Der Weiler liegt circa zwei Kilometer nordöstlich von Rückholz.

## Baudenkmäler
Siehe auch: Liste der Baudenkmäler in Treffisried
- Katholische Kapelle St. Franz Xaver